# Gheorghi Markov
Gheorghi Ivanov Markov (în bulgară Георги Иванов Марков; n. 1 martie 1929, Sofia, Regatul Bulgariei – d. 11 septembrie 1978, Greater London, Anglia, Regatul Unit) a fost un scriitor bulgar.
Markov a lucrat inițial ca romancier și dramaturg, dar în 1969 a fugit din Bulgaria, condusă ulterior de către președintele Todor Jivkov. După mutarea sa la vest, el a lucrat în calitate de jurnalist pentru BBC World Service, finanțat de SUA Radio Europa Liberă și pentru Deutsche Welle Germania. Markov utiliza astfel de forumuri pentru a efectua o campanie de criticare împotriva regimului bulgar. Ca urmare a acestui fapt, s-a spelucat că guvernul bulgar ar putea să decidă să-l reducă la tăcere și poate au cerut ajutor KGB-ului. El a murit ca urmare a unui incident de pe o stradă din Londra atunci când un micro-sistem care conținea ricin i-a fost înfipt în picior, printr-o umbrelă mânuită de cineva care s-a bănuit a avea legătură cu poliția secretă bulgară.

## Viața în Bulgaria
La începutul anilor 1960, Gheorghi Markov era unul dintre cei mai populari și de succes autori din Bulgaria. Deși inginer ca pregătire, el și-a dorit întotdeauna să scrie. Cu toate că lucra 12 ore pe zi într-o fabrică, Markov își găsea timp pentru scris. La început, a scris culegeri de povestiri, apoi romane. Acestea au fost publicate alături de cărți precum: „Oameni”, care s-au bucurat de recenzii entuziaste. A scris și piese de teatru de mare succes, primind propunerea de a se înscrie în Uniunea Scriitorilor. În Bulgaria acelor vremuri, aceasta însemna mâncare bună, locuință ultraluxoasă, bani și o mașină. Drept dovadă Markov era proprietarul unui automobil BMW. El a ajuns să cunoască elita Partidului Comunist, ierarhia de partid, pe cei cărora le plăcea compania scriitorilor și artiștilor. A devenit apropiat cu secretarul Partidului, Todor Jivkov. Ei cinau adesea împreună și făceau lungi plimbări împreună cu ațti artiști și intelectuali. Curând a ajuns să-i cunoască bine, să le cunoască interesele, gusturile, dar și detalii despre viața personală. Markov le vorbea liber muncitorilor în discursurile sale și totodată la reuniunile organizate de oficiali și de politicieni. Lucrările sale au început să primeacsă recenzii mai glaciale, iar ultima lui piesă a fost interzisă după două săptămâni de reprezentații. Prietenii i-au sugerat să fugă cât mai repede posibil din țară, scriitorul hotărând în cele din urmă să-și părăsească țara.

## Perioada petrecută la Radio Europa Liberă
Părăsind Bulgaria cu sentimente confuze, mai târziu Markov își amintea: „Am încercat să fac compromisuri atât de mult cât am putut și în cele din urmă a fost prea mult. Atmosfera din jur era într-un contrast discrepant cu mine însumi. Nu vreau să spun că sunt mai curajos sau mai onest ca alții. Poate că dacă aș fi fost mai onest, nu aș fi fost niciodată confruntat cu aceste probleme. Pentru că dacă ești cu adevarat sincer, ar fi trebuit să stai acolo și să lupți de acolo, nu de aici, din străinătate.” Markov a reușit să obțină o viză de ieșire din țară pentru a-și vizita fratele, Nicola, care trăia în Bologna, în Italia. Dar în loc să se întoarcă în Bulgaria, el a rămas în Italia timp de doi ani, până în 1971, când a fugit în Marea Britanie unde i s-a acordat azil politic. Autoritățile bulgare au ripostat numindu-l public trădător.
Trăind acum în afara Bulgariei, Markov trebuia să găsească o slujba care să-i asigure traiul. A descoperit că scrierile sale puteau fi utilizate de organizațiile anticomuniste. Acesta a fost întotdeauna interesat să scrie și să emită articole și mesaje anticomuniste guvernului bulgar. Astfel a început să lucreze pentru BBC în Marea Britanie, unde realiza programe despre viața culturală din Occident pentru secția bulgară a Serviciului Mondial. Aici a întalnit-o pe Annabel, viitoare lui soție. Ei s-au căsătorit și au avut o fiică, Sasha. Markov a lucrat și pentru Deutche Welle, postul german de radiodifuziune internațională.
Dar ceea ce e mai important, în 1975 a început să lucreze pentru Radio Europa Libera, la Munchen-Germania, și în următorii trei ani a scris o serie de 130 de programe duminicale de seară, numite: „În absență, reportaje despre Bulgaria”. Acestea relevau secrete din viața membrilor de partid aflați la conducere, mai ales a conducătorului Todor Jivkov, despre care a ajuns să cunoască destul de multe în perioada petrecută alături de el. Emisiunile critice ale lui Markov prezentau modul în care era condusă Bulgaria de Partidul Comunist și mai ales cultul personalității liderului acestuia, Todor Jivkov, fiind ascultate de sute de oameni în Bulgaria.   Un banc care circula prin Sofia spunea: „De ce nu urmăresc televizorul duminica seara membrii Biroului Politic? Pentru că toți îl ascultă pe Gheorghi Markov la Europa Liberă.”

## Plănuirea asasinatului
În 1977 tonul emisiunilor sale a început să se schimbe, deoarece tatăl său, fiind bolnav de cancer, era pe moarte, iar lui Markov i-au fost refuzate atât cererea de a se întoarce acasa pentru a-și vedea ultima dată tatăl, cât și cea de a fi adus acesta în Marea Britanie. Tatăl său a murit fără ca Gheorghi să fi avut ocazia de a-l mai vedea. Din acel moment el a început o serie de emisiuni numite: „Întâlniri personale cu Todor Jivkov”, în care critica stilul de viață pseudoaristocratic și ipocrit al liderului bulgar. Guvernul bulgar a început să bruieze emisiunile străine, dar serviciul secret le asculta și le înregistra de fiecare dată. Zilnic pregăteau pentru conducătorii de partid un rezumat. În 1972 Markov fusese condamnat în contumacie la șase ani și jumatate de detenție, în urma unui proces cu ușile închise în care a fost acuzat că ar fi „lucrat pentru organizații străine pentru subminarea propiei țări.” În cele din urmă, în iunie 1977, în timpul unei consfătuiri a Biroului Politic al Partidului, Todor Jivkov a cerut ca Markov să fie redus la tăcere. Biroul Politic a promulgat un decret care stipula că „pentru neutralizarea emigranților inamici se puteau lua orice măsuri”. Ministrul de interne, Dimiter Stoianov, șeful serviciilor Durzhavna Sigornost (DS), organizația serviciilor secrete bulgare, a fost însărcinat să ducă la îndeplinire planul.
Asupra lui Markov au avut loc trei atentate. Prima încercare s-a desfășurat la Munchen, în primăvara lui 1978, când în timpul unei vizite la prietenii săi de la Radio Libertatea i-a fost otrăvită băutura. Aceasta a eșuat însă...O altă încercare de asasinat a avut loc atunci când Markov și familia lui erau în vacanța de vară în Sardinia, Italia. De această dată DS-ul a plănuit să impregneze suprafețele din camera lui cu o otravă care, absorbită prin piele ar fi fost, conform oamenilor de știință ai KGB-ului  , fatală și nu ar fi lăsat urme. Planul a fost însa abandonat, deoarece au luat în calcul și posibilitatea ca otrava să le ucidă și pe soția și fiica acestuia. Cea de-a treia încercare a reușit. De această dată, generalul Serghei Mihailovici Golubev, a cerut principalului agent KGB rezident în Washington, să cumpere mai multe umbrele. Direcțiunea UTO   a modificat o umbrelă pliantă și a dotat-o cu un mecanism de armare și cu un amortizor de sunet astfel încât aceasta să poată trage o alice până la o distanța de 1,5-2 metri. În vârful umbrelei a fost amplasată o mică alice conținând ricină, o otravă mortală făcută din semințe de ricin, după extragerea uleiului de ricin. Acestea au fost duse de Golubev în Sofia pentru a le arăta celor de la DS. Simptomele otrăvirii cu ricină sunt arsura în gură și durerea de gât, amețeala, voma, dureri de stomac, diaree, sete excesivă și, în cele din urmă, moartea.  Ziariștii de la „The Times” declarau, după ce au citit o parte din materialul existent în laborator: „O cantitate suficientă pentru obținerea unei doze puternice poate ucide un adult, iar o cantitate egală cu șapte semințe de ricin ucide un copil (...) Măștile și mănușile de protecție sunt vitale pentru obținerea toxinei din ricin. Perioada în care survine decesul este de minimum 3 zile si maximum 14 zile" 

## Arma crimei
La 7 septembrie 1978, cea de-a 67-a aniversare a zilei de naștere a lui Todor Jivkov, Markov a plecat de acasă, respectându-și programul obișnuit. Și-a parcat mașina și apoi, în drum spre stație, cinava s-a împiedicat de el, aparent din întamplare. Mai târziu, Markov a spus că a simțit o durere ascuțită în partea dorsală a piciorului drept, ca și când cineva l-ar fi înțepat cu un ac. S-a întors și a văzut un bărbat ridicându-și umbrela pe care o scăpase. Bărbatul și-a cerut scuze, într-o engleză cu un puternic accent străin, apoi a chemat un taxi și a plecat. Markov l-a descris poliției ca un bărbat solid, de aproximativ 40 de ani. Deși rănit, Markov și-a continuat drumul spre serviciu, unde a observat pe pantaloni o mică pată de sânge și pe pulpă o mică umflatură roșiatică. A continuat să lucreze, dar până seara temperatura îi crescuse mult. Ajuns acasă, soția s-a îngrijorat de starea lui și împreună cu un coleg l-au dus la spital. Doctorii l-au tratat de o infecție a sângelui provocată de o substanță necunoscută, însă Markov nu răspundea la tratament și, în cele din urmă, a murit după trei zile de agonie și delir, pe 11 septembrie 1978. Primul diagnostic a constatat că moartea ar fi fost provocată de o septicemie, însă la autopsia efectuată la morga locală s-a descoperit în rană un mic ac cu gămălie. În urma analizării la microscop, s-a descoperit că aceasta conținea orificii minuscule., în care se afla probabil cantitatea mortală de ricină. După mai multe săptămani de investigații, ancheta procurorului la Londra a hotărât că Markov ar fi fost “asasinat cu premeditare” cu o otravă numita ricină.

## Investigarea și urmările asasinatului
Cazul a rămas deschis vreme de mai mulți ani, principala suspectă fiind poliția secretă bulgară, și în 1989, după prăbușirea guvernului comunist în Bulgaria, s-a crezut că noua conducere va deshide arhivele serviciului secret și va dezvălui identitatea ucigașului lui Markov. Din păcate, șeful poliției secrete, Dimiter Stoianov, după moartea lui Markov, a ordonat distrugerea documentelor compromițătoare.
În 1991, președintele bulgar de atunci, participând la o ceremonie organizată în onoarea lui Markov, a declarat: „Sper că autoritățile bulgare să ajungă curând la un rezultat privind persoana responsabilă. Asasinatul a fost o rușine pentru Bulgaria”. După noi investigații, în 1993, în Danemarca a fost arestat Francesco Guillino, un danez de origine iataliană, cu acuzația că ar fi colaborat cu poliția secretă la operațiunea de asasinare a lui Markov. Neavând însă dovezi concludente, poliția daneză l-a eliberat. În 1998, un alt președinte al Bulgariei, Peter Stoianov, a declarat BBC-ului că asasinarea scriitorului desident ar fi fost una dintre cele mai întunecate momente din istoria fostului regim comunist. A mai afirmat că guvernul va continua să investigheze cazul, chiar dacă fosta poliție secretă a distrus dovezile vitale.
Așadar, nimeni nu a fost acuzat de uciderea lui Gheorghi Markov și nici nu există dovezi ferme care să arate legătura între Serviciile Secrete bulgare și asasin. În Bulgaria există oameni care știu ce s-a întâmplat, dar refuză să vorbească...Crima rămâne neelucidată.